# Économies d'envergure
Les économies d'envergure ou économies de gamme sont des économies provenant des productions jointes. Elles existent lorsqu'une seule firme produit de manière plus efficace des quantités données d'au moins deux biens que deux firmes séparées produisant chacun de ces biens. Elles se distinguent en cela des économies d'échelle qui correspondent à la baisse du coût unitaire d'un seul bien lorsque celui-ci est produit en plus grandes quantités.
On peut formaliser cette définition en écrivant:
{\displaystyle C(X_{1},\ X_{2})<C(X_{1},\ 0)+C(0,\ X_{2})}
Où {\displaystyle C} représente la fonction de coûts, {\displaystyle X_{1}} et {\displaystyle X_{2}} les deux biens produits. 

## Économies d'envergure en agriculture
Les économies d'envergure sont fréquentes en agriculture en raison des complémentarités entre différentes productions qui permettent, notamment de réduire l'usage des intrants. Un des exemples les mieux étudiés concerne la complémentarité entre productions végétales et productions animales dans les systèmes de polyculture-élevage,.